# Люси Тумаян
Люси Тумаян e френска пацифистка от арменски произход. Родена е на 28 октомври 1856 г. във Франция. Основателка е на Швейцарския женски съюз за мир. Тумаян сключва брак с Гарабед се женят[ неясно? ] и се установяват в град Марсован. Миротворката дава гласност по въпросите за агресията на Османската империя на Балканския полуостров и Арменския въпрос в империята. В продължение на няколко години събира пари от различни благотворителни организации за изграждането на мисионерска болница.